# Орловка (Кармаскалинский район)
Орловка (баш. Орловка) — деревня в Кармаскалинском районе Республики Башкортостан Российской Федерации. Входит в состав  Подлубовского сельсовета. 

## География

### Географическое положение
Расстояние до:
- районного центра (Кармаскалы): 23 км,
- центра сельсовета (Подлубово): 3 км,
- ближайшей ж/д станции (Чишмы): 22 км.

## Население
| 2002 | 2009 | 2010 |
| ---- | ---- | ---- |
| 450  | ↘365 | ↗378 |

Национальный состав
Согласно переписи 2002 года, преобладающая национальность — русские (51 %).